# Episodi di Amiche nemiche (serie televisiva 1995) (quarta stagione)
La quarta stagione della serie televisiva Amiche nemiche è stata trasmessa in anteprima in Germania dalla ZDF tra il 22 settembre 1998 e il 15 dicembre 1998.
| nº | Titolo originale                | Titolo italiano | Prima TV Germania | Prima TV Italia |
| -- | ------------------------------- | --------------- | ----------------- | --------------- |
| 1  | Der schönste Tag                |                 | 22 settembre 1998 |                 |
| 2  | Hotelarzt Dr. Beck              |                 | 1º ottobre 1998   |                 |
| 3  | Großer Schock und kleine Shaker |                 | 6 ottobre 1998    |                 |
| 4  | Hund und Herz                   |                 | 13 ottobre 1998   |                 |
| 5  | Der Besuch aus Mallorca         |                 | 20 ottobre 1998   |                 |
| 6  | Voller Zweifel                  |                 | 27 ottobre 1998   |                 |
| 7  | Traurige Wahrheit               |                 | 3 novembre 1998   |                 |
| 8  | Böse Geister                    |                 | 10 novembre 1998  |                 |
| 9  | Kreuzweg des Lebens             |                 | 17 novembre 1998  |                 |
| 10 | Überraschungen                  |                 | 24 novembre 1998  |                 |
| 11 | Tschüß, Frau Stade              |                 | 1º dicembre 1998  |                 |
| 12 | Großvaterfreuden                |                 | 8 dicembre 1998   |                 |
| 13 | Doppelhochzeit                  |                 | 15 dicembre 1998  |                 |